# 乐翻天
《乐翻天》（英語：Happy Hotel），导演和编剧都是王岳伦，主演姜武、宁静。

## 剧情
该片讲述一对夫妻和一个来中国大陆讨账的韩国小混混之间的搞笑故事。

## 演出
| 演员   | 角色   | 备注                       |
| 宁静   | 孟京花 | 钱十强妻子，特征是泼辣。   |
| 姜武   | 钱十强 | 孟京花丈夫，特征是怕老婆。 |
| 郑京虎 | 金太顺 | 韩国小混混。               |
| 黄奕   |        | 孟京花闺蜜。               |
| 孟瞳迪 | 凯蒂   |                            |
| 刘桦   | 刘总   |                            |
| 姚橹   | 喜总   |                            |
| 林子聪 | 杜大长 |                            |
| 杜海涛 | 亮文   |                            |
| 廖语晴 | 星光爱 |                            |
| 張達明 | 韩承焕 |                            |

## 制作
该片由王岳伦担任导演和编剧，王岳伦妻子李湘担任制片人，李湘好友杜海涛友情客串。
该片中，宁静的服饰成为最大亮点，“高发髻、低胸豹纹、黑色短裙”。
该片得到李湘老东家湖南卫视官方网的赞誉。

## 外部連結
- 香港影庫上《乐翻天》的資料（繁體中文）
- 时光网上《乐翻天》的資料（简体中文）
- 互联网电影数据库（IMDb）上《乐翻天》的资料（英文）